# スタンリー・ウィルソン・シニア
スタンリー・ウィルソン・シニア（Stanley Wilson Senior 1961年8月23日- ）は、カリフォルニア州ロサンゼルス出身のアメリカンフットボール選手。ポジションはランニングバック。チームメートからは彼のプレースタイルからコミックキャラクターのタスマニアンデビル (Tasmanian Devil) にちなんでTazと呼ばれていた。

## 経歴
高校時代は、フリーマン・マクニールと同じ高校でプレーした。オクラホマ大学を卒業後、1983年のNFLドラフト9巡でシンシナティ・ベンガルズに指名された。
1985年と1987年はコカインの服用により、シーズン全試合の出場停止処分を受けた。

### 1988年
1988年、ベンガルズのリードブロッカーとして活躍した。チームはウィルソンのリードブロックでジェームズ・ブルックス、イッキー・ウッズが走り、プレーアクションパスも効果的に機能した。
ディビジョナルプレーオフのシアトル・シーホークス戦では2TDをあげた。ジョー・ロビー・スタジアムの北に数マイルに位置するフロリダ州プランテーションのホテルで行われた第23回スーパーボウルの直前の最後のミーティングでサム・ワイチヘッドコーチが点呼を取っていた。ルームメートのエディ・ブラウンがウィルソンはプレイブックを忘れたため、自室に取りに戻ったと伝えた。なかなか戻ってこないウィルソンをワイチヘッドコーチらが呼びに行ったところ、コカインを服用していた彼を発見した。ブーマー・アサイアソンによると、ミーティングの場に戻ってきたワイチが「奴は再発した。」と語った。ワイチは、嗚咽をもらし、平常心を取り戻すため、ミーティングの場に戻るのに10分を要したという。
NFLのドラッグポリシーで3度目の違反となった彼はリーグから永久追放となった。彼の欠場したベンガルズはサンフランシスコ・フォーティナイナーズに16-20で敗れた。

### NFL追放後
その後刑務所とリハビリ施設を行き来した。1999年にカリフォルニア州ビバリーヒルズで被害額13万ドル相当の窃盗を行い、同州ランカスターの刑務所に服役することとなった。裁判中、彼の弁護士はウィルソンが双極性障害であると訴えた。

## 人物
彼の息子、スタンリー・ウィルソン・ジュニアはウィルソンがスーパーボウル直前に永久追放された際、6歳であり、父方の祖父母に連れられてスーパーボウル観戦に訪れていた。その後、彼はランニングバックとしてスタンフォード大学から奨学金のオファーを受けて進学、その後、コーナーバックにコンバートされて29試合で先発出場した。2005年のNFLドラフト3巡でウィルソン・ジュニアはデトロイト・ライオンズから指名された。
彼が追放された9年後、ベンガルズでプレーするコーリー・ディロンについて解説者となったアサイアソンは、スタンリー・ウィルソンを見るようなプレースタイルだと語った。